# Todorin Do
Todorin Do (cyr. Тодорин До) – wieś w Serbii, w okręgu kolubarskim, w gminie Mionica. W 2011 roku liczyła 141 mieszkańców.